# Dichaetophora tenuicauda
Dichaetophora tenuicauda är en tvåvingeart som först beskrevs av Toyohi Okada 1956.  Dichaetophora tenuicauda ingår i släktet Dichaetophora och familjen daggflugor. Inga underarter finns listade i Catalogue of Life.